# Гамбург-Гафен Сіті
Гафен-Сіті (нім. HafenCity) — частина району Гамбург-Центр вільного та ганзейського міста Гамбург.
Він розташований на острові Грасбрук на річці Ельба, на території колишнього порту Гамбурга. Він був офіційно заснований у 2008 році, та також включає історичний район Шпайхерштадт, який з 2015 року є об’єктом світової спадщини ЮНЕСКО разом із прилеглим Конторхаусфіртель. Головною визначною пам'яткою Гафен-Сіті є концертний зал «Ельбська філармонія».